# North Branford
North Branford är en kommun (town) i New Haven County i delstaten Connecticut, USA med 14 407 invånare (2010). Den har enligt United States Census Bureau en area på totalt 69,2 km² varav 4,5 km² är vatten.
1. ↑  United States Census Bureau (red.), USA:s folkräkning 2020, läs online, läst: 1 januari 2022.[källa från Wikidata]
2. ↑  hämtat från: franskspråkiga Wikipedia.[källa från Wikidata]
3. ↑  läs online, www.northbranfordct.gov , läst: 5 mars 2025.[källa från Wikidata]